# Бонне, Кристиан (политик)
Кристиа́н Бонне́ (фр. Christian Bonnet; 14 июня 1921, Париж — 7 апреля 2020, Ван) — французский политик, министр внутренних дел (1977—1981).

## Биография
Родился 14 июня 1921 года в Париже, сын Пьера Бонне и Сюзанны Дельбек (Suzanne Delebecque). Окончил Свободную школу политических наук в Париже (будучи студентом, в 1941 году познакомился там с сокурсницей Кристианой, уроженкой Лорьяна, ставшей впоследствии его женой и матерью их шестерых детей). В 1947 году поселился в Оре, возглавил компанию по производству рыбных консервов в Киброне и связал всю свою дальнейшую жизнь с департаментом Морбиан. Занявшись политикой, в 1956 году в качестве кандидата Народно-республиканского движения впервые был избран в Национальное собрание от Морбиана и сохранял мандат за собой до 1972 года. В 1958 году избран в генеральный совет департамента Морбиан от кантона Бель-Иль и оставался в этой должности непрерывно в течение сорока двух лет. Вернулся в парламент в 1981—1983 годах, представляя уже Союз за французскую демократию.
В 1964 году избран мэром Карнака и в течение 32 лет до 1996 года оставался в этой должности, а затем до 2001 года — первым заместителем мэра.
В 1972—1974 годах являлся государственным секретарём по вопросам жилищного хозяйства в правительстве Пьера Мессмера, в 1974—1977 годах занимал кресло министра сельского хозяйства в правительствах Жака Ширака и Раймона Барра. В 1977 году получил во втором правительстве Барра портфель министра внутренних дел и занимал эту должность до прихода к власти социалистов в 1981 году. Наиболее громкими событиями этого периода стало убийство полицией известного преступника Жака Мерина 2 ноября 1979 года и взрыв бомбы в синагоге на улице Коперника в Париже 3 октября 1980 года.
С 1983 по 2001 год являлся сенатором Франции от департамента Морбиан.
7 апреля 2020 года скончался в доме престарелых (EHPAD) в городе Ван (по заявлению родственников, случаев COVID-19 в этом заведении не зафиксировано).